# Arturo Goicoechea
Arturo Goicoechea Uriarte (Mondragón, 4 de abril de 1946) es un neurólogo y músico español pionero en el estudio y en la divulgación de la pedagogía en neurobiología de los síntomas sin explicación médica en España.

## Biografía
Arturo Goicoechea nació en Mondragón en 1946. Estudió el Bachillerato en el Instituto Ramiro de Maeztu de Vitoria. Se licenció en Medicina en la Universidad de Valladolid (1971) y obtuvo la especialización de Neurología en Barcelona, en los Hospitales de San Pablo y Bellvitge (1973-1978). En 1978 crea y dirige la Sección de Neurología del Hospital de Santiago, de Vitoria, permaneciendo en dicho cargo hasta la jubilación (2011).

### Trayectoria profesional
En 1978 crea y dirige la Sección de Neurología del Hospital de Santiago, de Vitoria, permaneciendo en dicho cargo hasta la jubilación en 2011. Inicialmente dedica una atención especial al alcoholismo crónico. Más adelante se centra en la investigación de los llamados “Síntomas sin explicación médica” (dolor de cabeza, mareo, vértigo, síncopes) desarrollando un marco teórico centrado en la hipervigilancia y en la influencia de la información experta. 
Goicoechea desarrolla a finales del siglo XX el concepto de hipervigilancia, un estado de alerta disfuncional facilitado por la cultura, responsable de la aparición de síntomas en ausencia de daño en los tejidos y propone la corrección de creencias erróneas sobre enfermedad como herramienta terapéutica fundamental.
En la última década del siglo XX apuesta decididamente por el modelo pedagógico como herramienta en el afrontamiento de los síntomas en ausencia de patología orgánica y en 2004 publica (autoedición) su primer libro Jaqueca, análisis neurobiológico de un dolor irracional, en el que esboza su marco teórico y aplicación práctica. En 2009 completa el modelo teórico en el libro Migraña, una pesadilla cerebral. Las lecturas de Damasio, Eric Kandel, Rodolfo Llinás, Boden, Berthoz, Maturana, Varela, Friston, Clark y textos generales sobre percepción, aprendizaje, biología molecular, fundamentan las propuestas de su modelo.
Desde la neurociencia, Goicoechea busca explicaciones biológicas al dolor, siendo pionero en España en la pedagogía en neurobiología del dolor, que consiste en informar y explicar el dolor para aliviarlo (“know pain, no pain”), siguiendo las bases que sentaron los trabajos de Ronald Melzack y Patrick David Wall en la década de los 90 sobre el dolor.
En países como España, Bélgica, Canadá, Reino Unido y Australia se pusieron en marcha a comienzos del siglo XXI grupos de pacientes en el marco de la pedagogía del dolor a quienes se les explica qué es el dolor y cómo funciona en términos neuronales y esa pedagogía hace que a veces el cerebro reorganice sus decisiones y en consecuencia las personas pacientes mejoren.

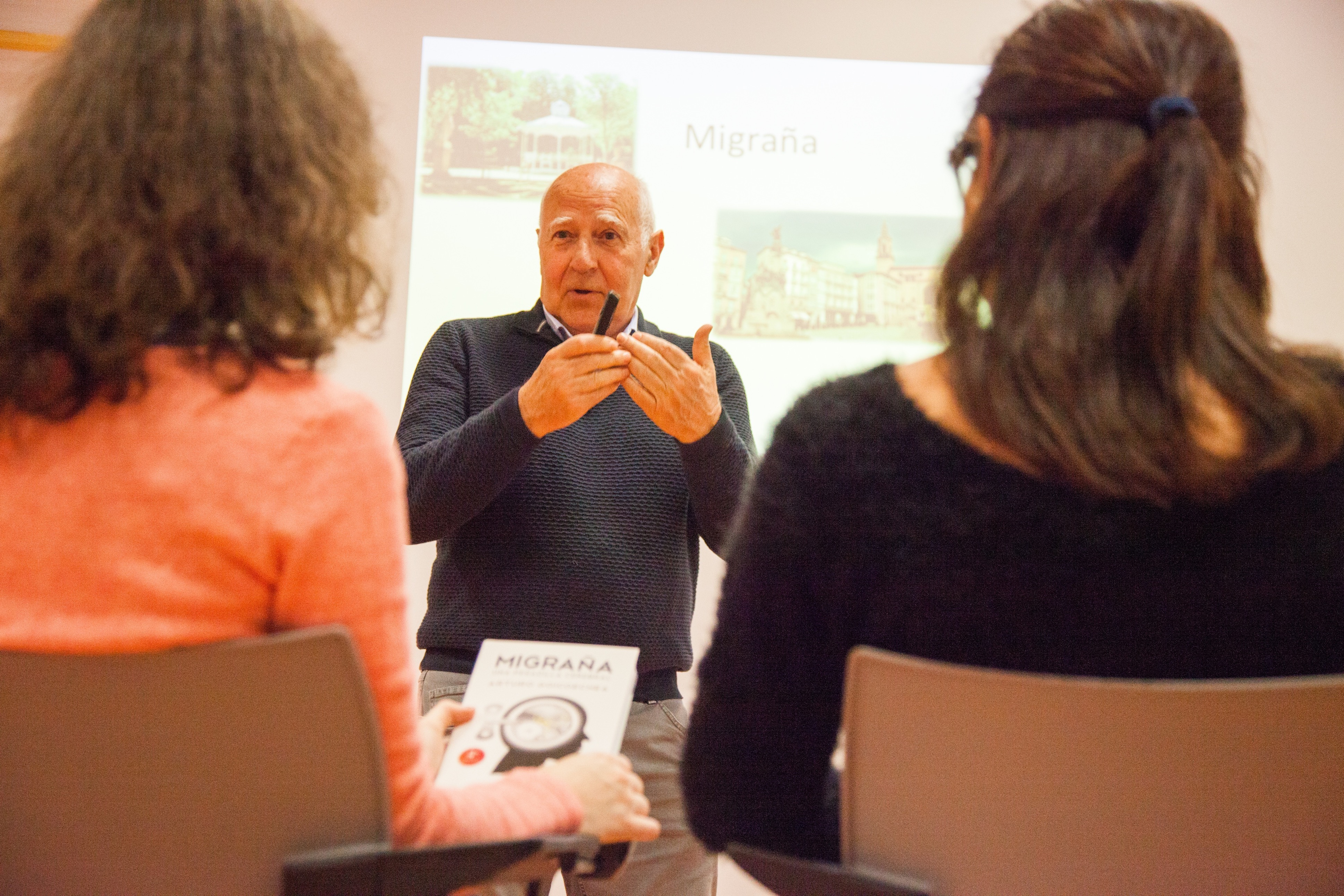
Arturo Goicoechea en cursos para pacientes de migraña

En Vitoria, Goicoechea trabaja con grupos de pacientes con migrañas y fibromialgia obteniendo un porcentaje importante de mejoría y de curación, sin medicinas, solo con informaciones y explicaciones sobre el origen de las dolencias. Las personas pacientes mejoran si son capaces de superar miedos y creencias adquiridas, desaprender conductas y reprogramar las respuestas del cerebro (que no es perfecto y puede equivocarse y hacer evaluaciones erróneas de las amenazas) minimizando o haciendo desaparecer dolores que se sienten y se padecen pero, sin embargo, físicamente, no son dolores debidos daños en los tejidos. Con la divulgación del conocimiento sobre dolor sin daño, la pedagogía del dolor pretende superar doctrinas y teorías que se han quedado obsoletas y contribuyen a potenciar y cronificar el dolor.

### Trayectoria musical
La afición musical de Arturo Goicoechea se remonta a su infancia, cuando fue tiple en el Coro Parroquial en Mondragón y tocaba el órgano parroquial. Su sólida formación musical le venía de familia. Su padre era pianista.
En los ochenta colabora con la orquesta de alumnos de Arrasate Musical dirigida por Juan Arzamendi interpretando a Rachmaninoff, Mozart y Bach, así como con la banda Municipal de Vitoria (Concierto de piano N.º 1 de Chopin, Rapsodia en blue).
De 1966 a 1969 formó parte del grupo vallisoletano Los Banzos al cargo de los teclados y guitarra de 12 cuerdas. Compuso varias canciones y se editaron tres discos.
Tras la disolución del conjunto fundó, también en Valladolid y junto con Ramón Echávarri, el Coro Ederki compuesto por universitarios interesados por la música vasca. Ya en el Hospital de Santiago y también a propuesta de Ramón Echávarri y Mariano Paraíso se constituye el grupo músico-humorístico Musicomio, formado por profesionales de la Sanidad, que actúa en numerosos Congresos Médicos y consigue intervenir en la televisión autonómica vasca (ETB) y en Televisión Española en 1985 en directo, en el programa de María Ángeles Caso, La tarde.
De 2009 a 2014 dirigió el coro Samaniego de Vitoria tomando el relevo a Aitor Sáez de Cortázar Junguitu, en septiembre de 2009. Es uno de los coros vascos más galardonados, con numerosos premios en certámenes nacionales e internacionales. Colabora actualmente como pianista con diversos coros de Vitoria y Mondragón.

## Obras

### Libros
- Jaqueca, análisis neurobiológico de un dolor irracional  (Autoedición, 2004).
- Migraña, una pesadilla cerebral, (Desclée de Brouwer,  2009).[3]
- Desaprender la migraña, (V. Telleria,  2019).
- Sapiens, ma non troppo: Síntomas sin explicación médica, (V. Telleria,  2020).
- El dolor crónico no es para siempre (Vergara, 2023).[20]

### Monografías
- Depresión y dolor, (Editorial Glosa, 2006).
- Cerebro y dolor (Esquemas en dolor neuropático), (Ars Medica, 2008).[21]

## Premios y reconocimientos
- 2011 Premio Naranja de la Asociación de afectados por la fibromialgia (Ampaf) por su larga carrera profesional estudiando la percepción de los síntomas de distintas enfermedades, entre ellas la fibromialgia.[14]